# Serrita
Serrita är en kommun i Brasilien.   Den ligger i delstaten Pernambuco, i den östra delen av landet, 1 300 km nordost om huvudstaden Brasília. Antalet invånare är 18 331.
Omgivningarna runt Serrita är huvudsakligen savann. Runt Serrita är det glesbefolkat, med 13 invånare per kvadratkilometer.